# Mijn gebed
Mijn gebed is een lied gezongen door D.C. Lewis (pseudoniem/alias van Ruud Eggenhuizen) uit januari 1970. De tekst is van Gerrit den Braber, de muziek van Joop Stokkermans, het arrangement van Bert Paige in de stijl van een klassiek orgelkoraal, met tegengesteld verlopende melodierichtingen voor de stemvoering van klavier en pedaal.

## Achtergrond
In het lied is het Garrels-orgel van de Groote Kerk van Maassluis te horen, bespeeld door Feike Asma. De trompetsolo is van Jan Marinus (1923-1990). De plaatopname en bediening van de registers zijn door Harry van Hoof en D.C. Lewis verzorgd.

## Hitlijsten

### Nederlandse Top 40
Mijn gebed stond in 1970 op nummer 1 in de Veronica Top 40. Het lied was daarmee de eerste nummer 1-hit in Nederland in het pseudo-religieuze "relipop"-genre. Het stond 16 weken in de Top 40. In de Top 100 van 1970 stond het op de zevende plaats.
| Hitnotering: 17-01-1970 t/m 02-05-1970 | Hitnotering: 17-01-1970 t/m 02-05-1970 | Hitnotering: 17-01-1970 t/m 02-05-1970 | Hitnotering: 17-01-1970 t/m 02-05-1970 | Hitnotering: 17-01-1970 t/m 02-05-1970 | Hitnotering: 17-01-1970 t/m 02-05-1970 | Hitnotering: 17-01-1970 t/m 02-05-1970 | Hitnotering: 17-01-1970 t/m 02-05-1970 | Hitnotering: 17-01-1970 t/m 02-05-1970 | Hitnotering: 17-01-1970 t/m 02-05-1970 | Hitnotering: 17-01-1970 t/m 02-05-1970 | Hitnotering: 17-01-1970 t/m 02-05-1970 | Hitnotering: 17-01-1970 t/m 02-05-1970 | Hitnotering: 17-01-1970 t/m 02-05-1970 | Hitnotering: 17-01-1970 t/m 02-05-1970 | Hitnotering: 17-01-1970 t/m 02-05-1970 | Hitnotering: 17-01-1970 t/m 02-05-1970 | Hitnotering: 17-01-1970 t/m 02-05-1970 |
| Week                                   | 1                                      | 2                                      | 3                                      | 4                                      | 5                                      | 6                                      | 7                                      | 8                                      | 9                                      | 10                                     | 11                                     | 12                                     | 13                                     | 14                                     | 15                                     | 16                                     |                                        |
| -------------------------------------- | -------------------------------------- | -------------------------------------- | -------------------------------------- | -------------------------------------- | -------------------------------------- | -------------------------------------- | -------------------------------------- | -------------------------------------- | -------------------------------------- | -------------------------------------- | -------------------------------------- | -------------------------------------- | -------------------------------------- | -------------------------------------- | -------------------------------------- | -------------------------------------- | -------------------------------------- |
| Positie                                | 22                                     | 9                                      | 2                                      | 1                                      | 1                                      | 1                                      | 1                                      | 2                                      | 3                                      | 6                                      | 10                                     | 11                                     | 17                                     | 19                                     | 29                                     | 38                                     | uit                                    |

### Hilversum 3 Top 30
In de Top 30 stond het nummer 1 in de Hilversum 3 Top 30 waar het 13 weken in de Top 30 stond.
| Hitnotering: 24-01-1970 t/m 18-04-1970 | Hitnotering: 24-01-1970 t/m 18-04-1970 | Hitnotering: 24-01-1970 t/m 18-04-1970 | Hitnotering: 24-01-1970 t/m 18-04-1970 | Hitnotering: 24-01-1970 t/m 18-04-1970 | Hitnotering: 24-01-1970 t/m 18-04-1970 | Hitnotering: 24-01-1970 t/m 18-04-1970 | Hitnotering: 24-01-1970 t/m 18-04-1970 | Hitnotering: 24-01-1970 t/m 18-04-1970 | Hitnotering: 24-01-1970 t/m 18-04-1970 | Hitnotering: 24-01-1970 t/m 18-04-1970 | Hitnotering: 24-01-1970 t/m 18-04-1970 | Hitnotering: 24-01-1970 t/m 18-04-1970 | Hitnotering: 24-01-1970 t/m 18-04-1970 | Hitnotering: 24-01-1970 t/m 18-04-1970 |
| Week                                   | 1                                      | 2                                      | 3                                      | 4                                      | 5                                      | 6                                      | 7                                      | 8                                      | 9                                      | 10                                     | 11                                     | 12                                     | 13                                     |                                        |
| -------------------------------------- | -------------------------------------- | -------------------------------------- | -------------------------------------- | -------------------------------------- | -------------------------------------- | -------------------------------------- | -------------------------------------- | -------------------------------------- | -------------------------------------- | -------------------------------------- | -------------------------------------- | -------------------------------------- | -------------------------------------- | -------------------------------------- |
| Nummer                                 | 10                                     | 1                                      | 1                                      | 1                                      | 1                                      | 3                                      | 3                                      | 4                                      | 9                                      | 15                                     | 16                                     | 21                                     | 26                                     | uit                                    |

### NPO Radio 2 Top 2000
| Nummer met noteringen in de NPO Radio 2 Top 2000 | '99 | '00 | '01 | '02 | '03 | '04 | '05 | '06 | '07 | '08 | '09 | '10 | '11  | '12 | '13  | '14  | '15  | '16 | '17  |
| ------------------------------------------------ | --- | --- | --- | --- | --- | --- | --- | --- | --- | --- | --- | --- | ---- | --- | ---- | ---- | ---- | --- | ---- |
| Mijn gebed                                       | 842 | 528 | 918 | 973 | 591 | 792 | 750 | 647 | 392 | 579 | 801 | 856 | 1047 | 869 | 1127 | 1182 | 1214 | -   | 1572 |

1. ↑  Een '-' betekent dat het nummer niet was genoteerd en een vetgedrukt getal geeft de hoogste notering aan.
2. ↑  Deze tabel is bijgewerkt tot en met de laatste editie (2024).

### Evergreen Top 1000
| Evergreen Top 1000 "Mijn Gebed" | Evergreen Top 1000 "Mijn Gebed" | Evergreen Top 1000 "Mijn Gebed" | Evergreen Top 1000 "Mijn Gebed" | Evergreen Top 1000 "Mijn Gebed" | Evergreen Top 1000 "Mijn Gebed" | Evergreen Top 1000 "Mijn Gebed" | Evergreen Top 1000 "Mijn Gebed" | Evergreen Top 1000 "Mijn Gebed" | Evergreen Top 1000 "Mijn Gebed" | Evergreen Top 1000 "Mijn Gebed" | Evergreen Top 1000 "Mijn Gebed" | Evergreen Top 1000 "Mijn Gebed" | Evergreen Top 1000 "Mijn Gebed" | Evergreen Top 1000 "Mijn Gebed" | Evergreen Top 1000 "Mijn Gebed" | Evergreen Top 1000 "Mijn Gebed" |
| Jaar                            | 2008                            | 2009                            | 2010                            | 2011                            | 2012                            | 2013                            | 2014                            | 2015                            | 2016                            | 2017                            | 2018                            | 2019                            | 2020                            | 2021                            | 2022                            | 2023                            |
| ------------------------------- | ------------------------------- | ------------------------------- | ------------------------------- | ------------------------------- | ------------------------------- | ------------------------------- | ------------------------------- | ------------------------------- | ------------------------------- | ------------------------------- | ------------------------------- | ------------------------------- | ------------------------------- | ------------------------------- | ------------------------------- | ------------------------------- |
| Positie                         | 383                             | 392                             | 395                             | 395                             | 381                             | 60                              | 88                              | 132                             | 168                             | 129                             | 134                             | 165                             | 186                             | 121                             | 109                             | 120                             |

- MusicBrainz release group: 2088b3b1-b9b0-4a3f-a9b8-80d30b9f5af0